# Viola alpina
Viola alpina — вид квіткових рослин родини фіалкових (Violaceae). Ареал: сх. Австрія, Словаччина, Польща, Румунія.

## Середовище проживання
Росте на високих гірських схилах, на скелях, у тріщинах скель, на вапнякових субстратах, на субальпійському та альпійському етапах, досягаючи висоти близько 2200 метрів.

## Морфологічна характеристика
Це трав'яниста багаторічна рослина, 4–10 см заввишки, без стебла. Листки ростуть у приземній розетці, округло-яйцюваті, на краю зубчасті, тупі, голі; прилистки від довгастих до ланцетних. Квітки ростуть на ніжках завдовжки 2–5 см, відносно великі, досягають 2–3 см у діаметрі, темно-синьо-фіолетові з темно-пурпуровим малюнком і білою або жовтуватою плямою. Плід — коробочка. Цвіте з червня по липень.